# كاثرين إم. ستيرنز
كاثرين إم. ستيرنز (بالإنجليزية: Catherine M. Stearns)‏ (1952)؛ كاتِبة وشاعرة أمريكية. درست في جامعة برانديز.